# Quentin Willson
Quentin Willson (Leicester, 23 luglio 1957) è un conduttore televisivo inglese, noto come presentatore dei programmi automobilistici Il peggior driver della Gran Bretagna, Fifth Gear e la versione originale di Top Gear.